# Pogonatum proliferum
Pogonatum proliferum là một loài Rêu trong họ Polytrichaceae. Loài này được (Griff.) Mitt. miêu tả khoa học đầu tiên năm 1859.